# 대니얼 네스터

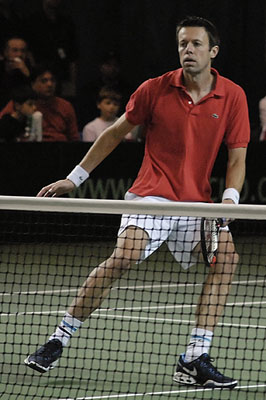
2009년 데이비스컵에서의 네스터 선수

대니얼 네스터(영어: Daniel Nestor, 세르비아어: Данијел Нестор 다니엘 네스토르, 1972년 9월 4일~)는 세르비아에서 태어난 캐나다 프로 테니스 선수이다.

## 생애
그의 부모는 1976년 그의 4번째 생일에 캐나다로 이사하여 토론토에 정착하였다. 그곳에서 얼헤이그 제2학교에 다니면서 AGPA Academic Program for Gifted Athletes)라는 특별 스포츠 프로그램을 수료하였다.
2005년 7월에 네스터는 나타샤 가브릴로비치(Natasha Gavrilovic)와 2년째 사귀다가 결혼하였다. 네스터는 2010년 12월에 캐나다 훈장에 지명되기도 하였다.